# Trithetrum
Genre
Trithetrum est un genre de libellules de la famille des Libellulidae (sous-ordre des Anisoptères). Il comprend deux espèces.

## Liste d'espèces
Selon Catalogue of Life (24 octobre 2020) :
- Trithetrum congoense (Aguesse, 1966)
- Trithetrum navasi (Lacroix, 1921)

## Publication originale
- (en) Klaas-Douwe B. Dijkstra et Erik M. Pilgrim, « Trithetrum, a new genus of African dragonflies formerly placed in Sympetrum (Odonata, Libellulidae) », Journal of Afrotropical Zoology, vol. 3,‎ 2007, p. 77-81 (ISSN 1781-1104, lire en ligne).